# Leesburg (Ohio)
Leesburg es una villa ubicada en el condado de Highland en el estado estadounidense de Ohio. En el Censo de 2010 tenía una población de 1314 habitantes y una densidad poblacional de 434,36 personas por km².

## Geografía
Leesburg se encuentra ubicada en las coordenadas 39°20′31″N 83°33′7″O / 39.34194, -83.55194. Según la Oficina del Censo de los Estados Unidos, Leesburg tiene una superficie total de 3.03 km², de la cual 3.03 km² corresponden a tierra firme y (0%) 0 km² es agua.

## Demografía
Según el censo de 2010, había 1314 personas residiendo en Leesburg. La densidad de población era de 434,36 hab./km². De los 1314 habitantes, Leesburg estaba compuesto por el 97.56% blancos, el 0.23% eran afroamericanos, el 0.53% eran amerindios, el 0.08% eran asiáticos, el 0% eran isleños del Pacífico, el 0% eran de otras razas y el 1.6% pertenecían a dos o más razas. Del total de la población el 0.68% eran hispanos o latinos de cualquier raza.